# Амвон
Амвон (грч. άμβων - узвишење), је уздигнути подијум у православним храмовима на солеји, обично за висину једне степенице, испред иконостаса. 
Са амвона ђакон за време богослужења изговара јектеније, чита Апостол и Јеванђеље. Са амвона се држи проповед, а при крају Литургије, свештеник иза амвона, са западне стране, окренут према истоку у правцу Царских двери, чита Заамвону молитву (молитву иза амвона). Најстарија писана сведочанства о амвону потичу из канона Лаодикијског сабора 364. године. До XVII века, амвон није стајао испред царских двери као данас, него је био са стране и личио је на данашњу предикаоницу.

## Византијски тип амвона
Амвон је узвишени подијум кружног или полигоналног облика на који се приступа ограђеним степеништем постављеним са једне или са две стране, смештен у средњем броду базилике, одн. у наосу, ако је реч ο неком другом типу црквене грађевине. Увек се налази у близини олтарске преграде, тј. испред олтарског простора. Положај у простору храма је различит: у северном или јужном делу средњег брода, одн. наоса уколико није у питању базилика. Увек је ближе олтару него улазу. У храму у базиликама Палестине, амвон је повезан са олтарским простором. На галерији се смешта пулт за литургичка читања.
Амвон је, или зидана конструкција обложена мермерним плочама, или је у целости сачињен од камена, најчешће мермера. Корпус амвона чешће је кружног него полигоналног облика, читава средишња површина тела амвона, као и бочне стране приступних степеника, украшене су рељефима. Амвонске конструкције сврставају се у два основна типа: са једним или са два приступна степеништа. Мањи је број амвона првог типа; сачувани примери потичу из IV и V века. Амвони другог типа, сложенијих и разноврснијих облика, потичу из V и VI века. Над галеријом амвона могао је стајати циборијум, ο чему сведочи неколико сачуваних примерака. Међу сачуваним амвонима, по високим вредностима уметничке обраде, издвајају се амвон из базилике „А“ из фтиотидске Тиве (Θήβα της Φθιώτιδας), солунске ротонде Светог Ђорђа и базилике у Филипима.